# Южно-Курильський міський округ
Южно-Курильський район (рос. Южно-Курильский район) — адміністративно-територіальна одиниця (район) та муніципальне утворення (муніципальний район) у складі Сахалінської області Російської Федерації.
Адміністративний центр — смт Южно-Курильськ.

## Географія
Знаходиться в південній частині Курильських островів. На півдні межує через протоки: Кунаширська, Зради, Радянська — з Японією (округ Немуро префектури Хоккайдо), на півночі через протоку Катерини - із Курильським районом Сахалінської області. Складається з островів Кунашир, Шикотан та групи Хабомай.
Южно-Курильський район прирівняний до районів Крайньої Півночі.

## Історія
Район утворений 15 червня 1946 року. З 1855 р. по 3 вересня 1945 року ця територія      входила до Японії. Японія претендує на всю територію району, включаючи її до округу Немуро префектури Хоккайдо, острови Хабомай ще й до м. Немуро, центру однойменного округу.

## Населення
| 1959    | 1970    | 1979    | 1989    | 2002    | 2009    | 2010    |
| ------- | ------- | ------- | ------- | ------- | ------- | ------- |
| 5443    | ↗7229   | ↗11 608 | ↗13 597 | ↘9727   | ↗10 189 | ↘9501   |
| 2011    | 2012    | 2013    | 2014    | 2015    | 2016    | 2017    |
| ↗9514   | ↗9988   | ↗10 268 | ↗10 872 | ↗10 922 | ↘10 734 | ↗11 250 |
| 2018    | 2019    |         |         |         |         |         |
| ↗11 601 | ↗11 817 |         |         |         |         |         |